# Aetobatus laticeps
Aetobatus laticeps is een vissensoort uit de familie Aetobatidae. De wetenschappelijke naam van de soort is voor het eerst geldig gepubliceerd in 1865 door Gill. De soort werd lang als synoniem van de gevlekte adelaarsrog (Aetobatus narinari) gerekend, maar verschilt daar genetisch van. Aetobatus laticeps komt alleen voor in de oostelijke Stille Oceaan, terwijl de gevlekte adelaarsrog alleen in de Atlantische Oceaan voorkomt.